# Graining

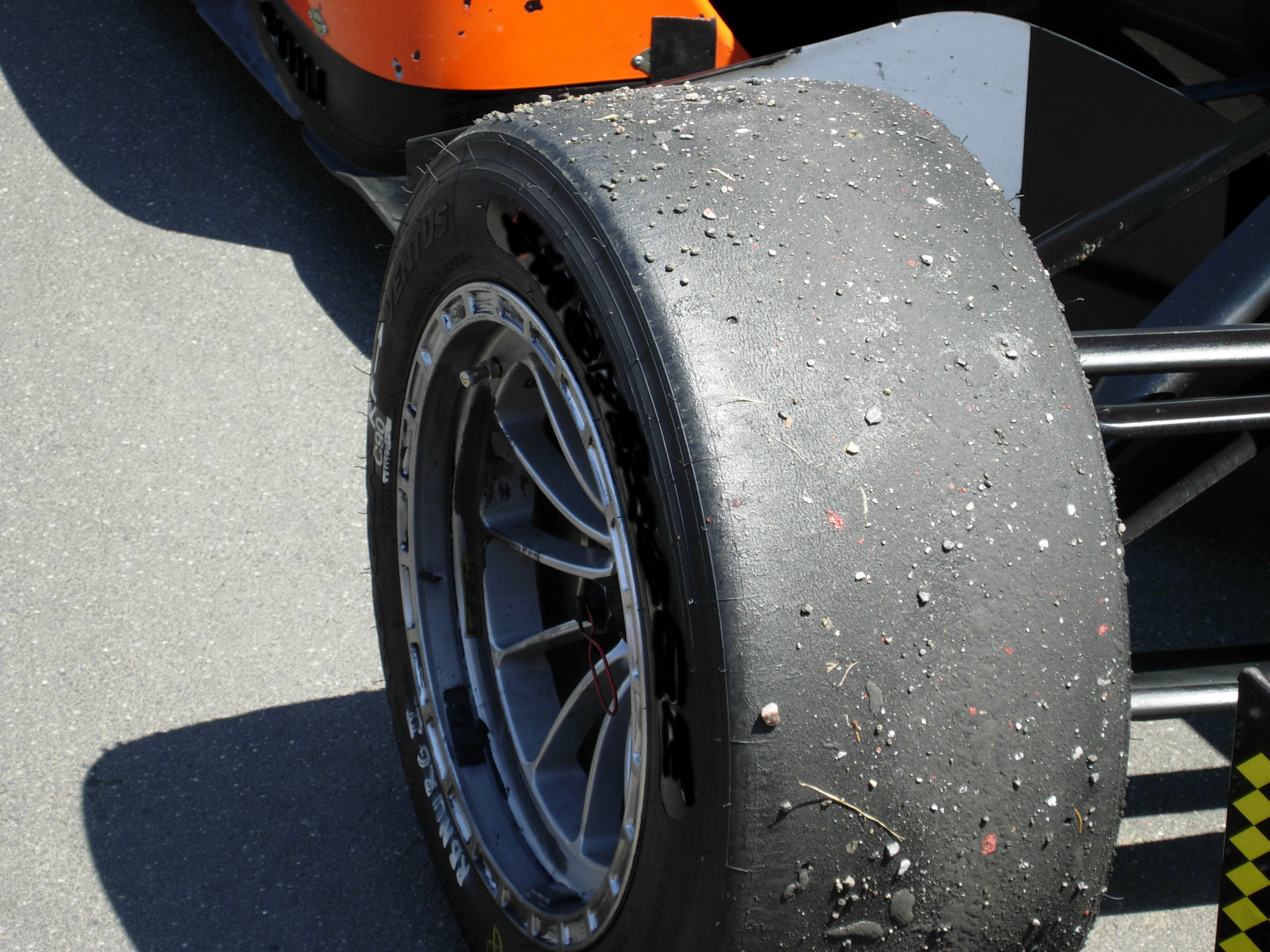
Graining an einem Formel-3-Reifen (Gummischnipsel am unteren Bildrand)

Graining oder Körnen ist eine Folge der Überlastung von Rennreifen. Der Reifengummi, insbesondere bei Slick, kann durch Antriebs- und/oder Seitenführungskräfte seine Struktur nicht mehr aufrechterhalten und „schält“ sich. Die dabei entstehenden Gummischnipsel verklumpen sich und kleben an der Lauffläche des Reifens. Das Graining reduziert die Reifenauflagefläche und verändert damit die Oberflächentemperatur des Reifens. Die Temperatur des Reifens ist entscheidend für das Grip-Niveau.
Überwiegend sind Vorderradreifen von Graining betroffen, und dies verstärkt das Untersteuern des Rennwagens.
An Rennreifen entsteht auch durch eine verschmutzte Streckenoberfläche Graining, da die Reifen den Asphalt „nicht richtig greifen können“.
Graining sollte nicht mit "Pickup" verwechselt werden. Graining ist eine strukturelle Änderung des Eigengummis, während Pickup das (nach Rennende bewusste) Einsammeln von Fremdgummi bezeichnet. Dieses liegt bevorzugt neben der Ideallinie auf der Strecke. Geringe Achslast und geringe Geschwindigkeit begünstigen das Einsammeln von Pickup.
Die Reifentemperatur wird in der Formel 1 durch das Setup beeinflusst. Geringfügige Änderungen am Abtrieb, Sturz oder Reifendruck (Walkarbeit) verändern auch die Reifentemperatur. Die optimale Reifentemperatur für Formel-1-Reifen liegt zwischen 80 und 100 Grad Celsius. Unterschreitet ein Reifen seine Betriebstemperatur, kann er keinen Grip aufbauen und rutscht. Überschreitet ein Reifen seine optimale Betriebstemperatur, verändert sich die „Chemie des Reifens“; dies führt zu Graining und Gripabbau.
Bei den in der Formel-1-Saison 2010 zur Verfügung gestellten vier Formel-1-Slick-Mischungen von Bridgestone lag die optimale Asphalttemperatur bei 25–40 Grad Celsius für die Mischungen „supersoft/soft“ und 35–45 Grad Celsius für die Mischungen „medium/hart“.

„Die Reifen sind sehr sensibel, gerade wenn sie aus den Heizdecken rauskommen. Sie haben dann zwar Oberflächentemperatur, aber sind innen noch nicht aufgewärmt […] du hast vielleicht die ersten drei, vier Kurven Grip, aber dann kann es passieren, dass der Reifen zu körnen beginnt oder schneller abbaut. Ich versuche den Reifen immer so schonend wie möglich auf Temperatur zu bringen.[…] Das beste für den Vorderreifen sind lang gezogene Wedelbewegungen mit hohem Tempo.“

Für den Rennfahrer fühlt sich Graining an wie das „Fahren auf Kugellagern“.